# Agence de communication
 (décembre 2022).
Si vous disposez d'ouvrages ou d'articles de référence ou si vous connaissez des sites web de qualité traitant du thème abordé ici, merci de compléter l'article en donnant les références utiles à sa vérifiabilité et en les liant à la section « Notes et références ».
Une agence de communication et de publicité est une société de services chargée d'élaborer, de conseiller ou d'aider à la stratégie de communication, de promotion, ou marketing d'une entreprise, sur le plan interne, externe ou les deux. L'offre proposée par une agence peut donc être globale ou spécialisée, et ce, en fonction des besoins de l'entreprise.
En France, elles sont représentées au sein de l'association des agences conseil en communication, syndicat professionnel créée en 1972.

## Définition et rôle
Toute forme d'entreprise ou d'association peut faire appel à ce type d'agence, en externalisant. Certaines structures entrepreneuriales ne possèdent pas en interne de département de communication ou marketing suffisants. D'autres, au contraire, bien équipée, requiert ce type d'agence pour s'offrir un nouveau regard sur leurs productions ou leurs méthodes de management produits/services. D'autres encore, face aux nouvelles technologies de communication, requiert un type d'agences parfois spécialisées en communication numérique (publicité en ligne, marketing mobile).
De manière classique, du moins sur le plan historique, l'agence signe un contrat avec une entreprise qui la charge de promouvoir sa production produits/services sous différentes formes d'annonces. L'entreprise est appelée client ou, plus justement, annonceur.
Une agence peut aider à l'élaboration d'une stratégie de communication sur le plan local, national ou international, à travers par exemple une campagne publicitaire.
Une agence de communication peut se charger également de la communication interne pour, à titre d'exemples, fédérer le personnel aux objectifs de l'entreprise, ou en éditant un journal d'entreprise.

## Structure type d'une agence
Une agence repose au minimum sur deux départements : 

### Département création et production
Regroupe la direction artistique, la conception rédaction, le graphisme et l’infographie. Ce département s’occupe d’illustrer sur le plan textuel, visuel, sonore ou les trois : le client se voit proposer une « image », un environnement graphique ou audiovisuel qui participe à la mise en forme du concept.

### Département commercial
Composé d’une direction de clientèle et d’un « chef de publicité », ces personnels ont pour mission de créer une stratégie de communication pour le client.
Ce département comprend aussi le planning-stratégique, chargé d'apporter des solutions aux différentes problématiques auxquelles est confronté le client.
La direction de clientèle est chargée du développement du portefeuille clients de l'agence.

## L'origine du nom 'Agences'
Toutes les agences de publicité sont ainsi appelées car elles agissent en tant qu'intermédiaires pour leurs mandants qui sont les médias. À l'origine, au XVIIIe siècle et pendant la première moitié du XIXe siècle, les agences de publicité tiraient l'ensemble de leurs revenus des commissions versées par les médias pour vendre de l'espace publicitaire aux clients.
Bien que la majorité de leurs revenus provienne toujours des médias, au milieu du XIXe siècle, les agences ont commencé à proposer des services supplémentaires qu'elles vendaient directement aux clients. Ces services peuvent inclure la rédaction du texte de la publicité.

## Concentration du secteur
Au niveau mondial, au troisième trimestre 2021, on compte 6 groupes d'agences de communication (The Big Six, inchangé depuis 2012), par ordre décroissant de chiffre d'affaires en millards de dollars :
| Rang | Agence            | Siège social | Chiffres d'affaires (en milliards de $) |
| ---- | ----------------- | ------------ | --------------------------------------- |
| 1    | WPP               | Londres      | 4,45                                    |
| 2    | Omnicom           | New York     | 3,43                                    |
| 3    | Publicis          | Paris        | 2,96                                    |
| 4    | Interpublic (IPG) | New York     | 2,26                                    |
| 5    | Dentsu            | Tokyo        | 2,25                                    |
| 6    | Havas             | Puteaux      | 0,668                                   |

## Les grandes agences de communication en France
En France, il est difficile d'obtenir un classement précis des agences de communications car elles sont souvent regroupées dans une catégorie plus globale des "agences de publicité". On peut cependant citer Omnicom et Publicis.

## Prise en charge globale
Les agences de communication dites « globales » prennent en charge l'ensemble des besoins de communication d'une entreprise au travers de cinq principaux pôles liés au markéting :
- audit de la communication, conseil (avec recommandation d'actions) ;
- communication globale (communication commerciale (ou produit), communication institutionnelle, communication de marque, communication événementielle, communication corporate et financière) ;
- studio graphique (création visuelle, effets spéciaux, retouche et traitement de l'image, prise de vue, objet, signalétique, Virtual Intelligence...) ;
- internet (création de site vitrine dynamique, commerce en ligne, réseaux sociaux, interfaces riches, 3D, applications mobiles)
- multimédia (e-card, CDrom, réalité augmentée)

### Modèle média
On distingue des campagnes de communication « média » qui incombent aux agences créatives de publicité (pour des messages destinés aux supports presse, TV, affichage, radio, cinéma ou internet), les dispositifs de communication « hors média » qui incombent, elles, aux agences de communication opérationnelle qui créent et déploient les opérations « sur le terrain » (soit en contact direct avec les publics ou les consommateurs au travers des relations publiques, du marketing direct, du mécénat ou du marketing viral ).
Le modèle de « communication globale » intègre donc davantage de services que ceux des agences publicitaires spécialisées en marketing.
La presse française reste fortement dépendante de Google pour le trafic de ses sites, selon une étude publiée jeudi[Quand ?] par le groupe d'agences médias Heroiks qui a lancé l'an dernier[Quand ?] un indice, le "Search Dependence Index" (SDI) ,